# Hiéroglyphe égyptien F15
Les cornes de bovin, branche de palmier et soleil, en hiéroglyphes égyptiens, sont classifiées dans la section F « Parties de mammifères » de la liste de Gardiner ; cet hiéroglyphe y est noté F15.

## Représentation
Il représente la combinaison d'une paire de cornes bovin (race Negou) (hiéroglyphe F13) sur lesquelles se trouve une branche de palmier (hiéroglyphe M4), ils forment ainsi l'hiéroglyphe F14 au centre duquel s'ajoute le disque solaire (hiéroglyphe N5). Il est translittéré wp.t-rnp.t. 

## Utilisation
| F15 | W3 |

| F15 | W3 |

jour et/ou peut être du renouveau, renaissance) ».